# Gudmund Storlien
Gudmund Storlien, né le 4 juillet 1990 à Hamar, est un spécialiste norvégien du combiné nordique.  

## Carrière
Gudmund Storlien faits ses débuts en Coupe du monde B (Coupe continentale) en 2007. En novembre 2008, il est sélectionné pour sa première épreuve de Coupe du monde. Il marque ses premiers points dans cette compétition trois ans plus tard à Kuusamo (22e place). Lors de la saison 2011-2012, il obtient deux tops 10 en individuel avec une 9e place à Klingenthal et une 8e place à Oslo.
En 2009, il remporte deux médailles aux Championnats du monde junior : l'argent en épreuve individuelle (5 km) et l'or par équipes. Lors de l'édition suivante à Hinterzarten, il connait de nouveau le succès avec la médaille de bronze en individuel 10 km et l'argent par équipes.

## Famille
Il est le frère d'Ole Martin Storlien, aussi coureur de combiné nordique.

## Palmarès

### Coupe du monde
- Meilleur classement général : 27e en 2012.
- Meilleur résultat individuel : 8e.

#### Différents classements en Coupe du monde
| Année     | Classement général final |
| 2010-2011 | 32e                      |
| 2011-2012 | 27e                      |
| 2012-2013 | 43e                      |
| 2014-2015 | 62e                      |

### Championnats du monde junior
- Médaille d'or par équipes en 2009.
- Médaille d'argent en individuel (5 km) en 2009.
- Médaille d'argent par équipes en 2010.
- Médaille de bronze en individuel (10 km) en 2010.

### Coupe continentale
- 1 victoire en janvier 2015 à Planica.